# Mercuriana ussuriensis
Mercuriana ussuriensis là một loài ruồi trong họ Asilidae. Mercuriana ussuriensis được Lehr miêu tả năm 1981.